# Joan l'Apòstol
Joan l'Apòstol - ܝܘܚܢܢ ܫܠܝܚܐ Yohanan Shliha en arameu; hebreu: יוחנן בן זבדי‎ Yohanan Ben Zavdai- 6 dC - c. 100) va ser un dels Dotze Apòstols de Jesús d'acord amb el Nou Testament. Era el fill de Zebedeu i Maria Salomé. El seu germà era Jaume, que era un altre dels Dotze Apòstols. La tradició cristiana sosté que ell va sobreviure als apòstols restants i que fou l'únic que no va morir com un màrtir. Els Pares de l'Església el consideraren la mateixa persona que Joan Evangelista, Joan de Patmos, i el Deixeble Estimat. La tradició de moltes denominacions cristianes sosté que és l'autor de diversos llibres del Nou Testament.

## Autor del Nou Testament

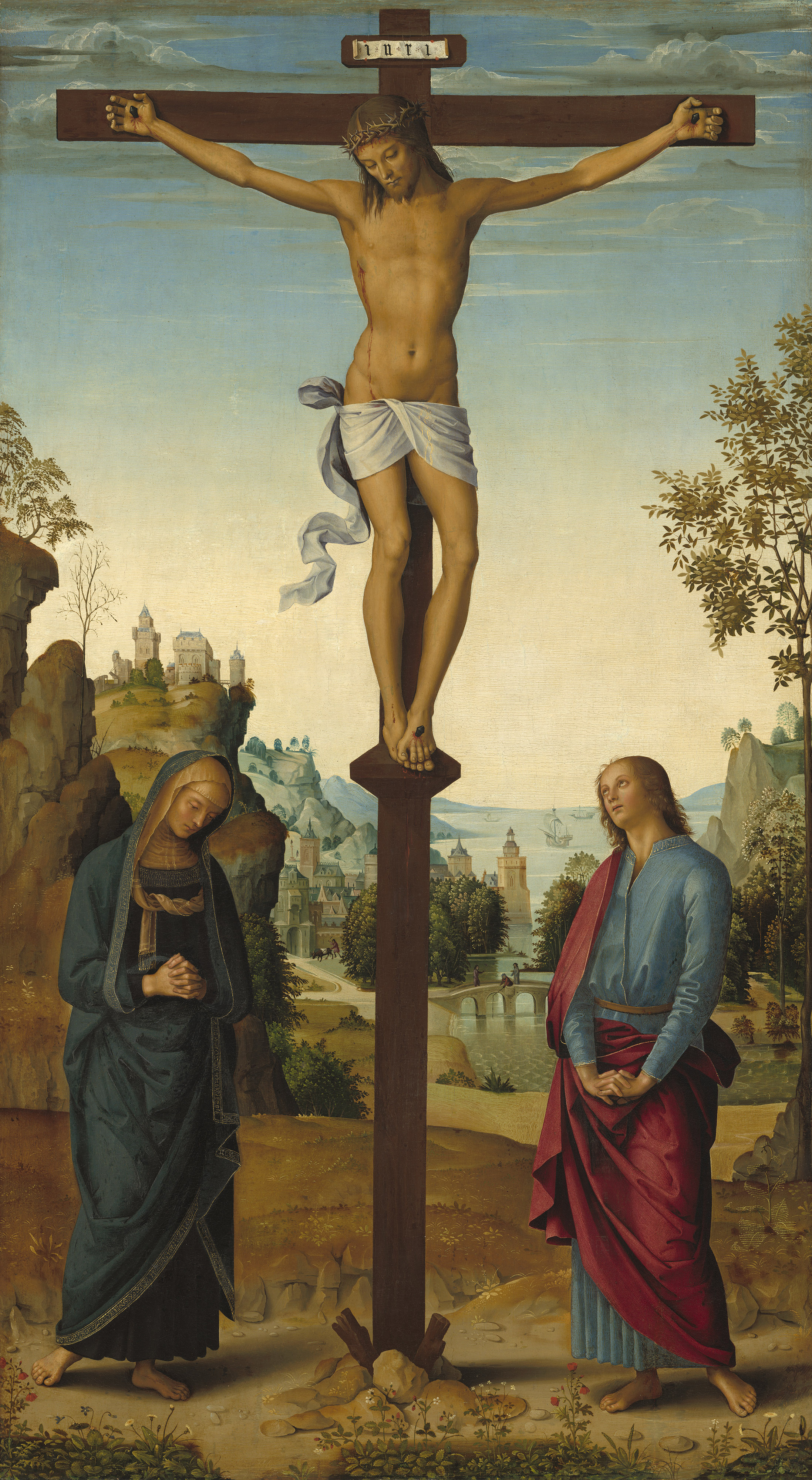
Sant Joan a la Crucifixió de Jesús en un Stabat Mater de Perugino, Roma, c. 1482

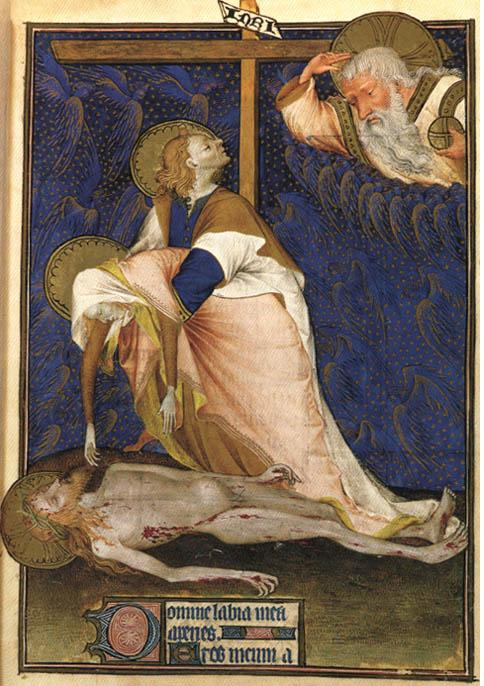
Lamentació de la Verge. Joan l'Apòstol intentant consolar Maria

La tradició de l'Església sosté que Joan l'Apòstol és l'autor de l'Evangeli de Joan i altres quatre llibres del Nou Testament - les tres Epístoles de Joan i l'Apocalipsi. A l'Evangeli, l'autoria se li atribueix internament al "deixeble que Jesús estimava "(ὁ μαθητὴς ὃν ἠγάπα ὁ Ἰησοῦς, o mathētēs on ēgapa o Iēsous) a Joan 20:2. Joan 21:24 afirma que l'Evangeli de Joan es basa en el testimoni escrit del "deixeble estimat". L'autoria d'alguns Escrits Joànics ha estat objecte de debat des de cap a l'any 200. Alguns dubten que l'"Evangeli de Joan" fos escrit per un individu de nom "Joan"(Ἰωάννης or יוחנן).No obstant això, la noció de "Joan l'Evangelista" existeix, i en general es considera com el mateix que l'apòstol Joan.
En la seva Història Eclesiàstica , Eusebi de Cesarea diu que existeix un acord genera a l'hora d'atribuir-li la primera carta de Joan i l'Evangeli de Joan. No obstant això, Eusebi esmenta que el consens és que la segona i tercera epístoles de Joan no són seves, sinó que van ser escrites per algun altre Joan. Eusebi també va igual de lluny a l'hora d'establir amb el lector que no hi ha un consens general pel que fa a la revelació de Joan. La revelació de Joan només podia ser el que ara es diu el llibre de l'Apocalipsi (o Llibre de les Revelacions). L'Evangeli segons Sant Joan difereix considerablement dels evangelis sinòptics, escrits potser dècades abans que l'evangeli de Joan. Els bisbes d'Àsia Menor suposadament li van demanar que escrigués el seu evangeli per fer front a l'heretgia dels ebionites, que afirmaven que Crist no existia abans de Maria. Joan probablement coneixia i, sens dubte, aprovava el contingut dels Evangelis de Mateu, Marc i Lluc, però aquests evangelis parlaven de Jesús sobretot en l'any següent a la presó i la mort de Joan Baptista. Al voltant del 600, però, Sofroni de Jerusalem va assenyalar que "dues epístoles que porten el seu nom ... són considerades per alguns com l'obra d'un tal Joan el Vell" i, alhora que afirmava que l'Apocalipsi va ser escrit per Joan de Patmos, va ser "més tard traduït per Justí Màrtir i Ireneu",presumiblement en un intent de conciliar la tradició amb les òbvies diferències d'estil grec.
Fins al segle xix, l'autoria de l'Evangeli de Joan universalment s'havia atribuït a l'apòstol Joan. No obstant això, la majoria dels erudits crítics moderns tenen els seus dubtes. Alguns estudiosos estan d'acord a col·locar l'Evangeli de Joan en algun lloc entre els anys 65 i 85,John Robinson proposa una edició inicial per al 50-55 i després una edició final per al 65 a causa de les similituds narratives amb Pau. Oaltres erudits són de l'opinió que l'Evangeli de Joan va ser compost en dues o tres etapes. Alguns erudits contemporanis són de l'opinió que l'Evangeli no es va escriure fins a l'últim terç del segle I. El degà de Nou Testament a la Wake Forest University School of Divinity, Gail R O'Day, escriu en la seva introducció a l'Evangeli en la Nova i Revisada Traducció Estàndard de la Bíblia". una data del 75-80 CE com la data més primerenca possible de la composició d'aquest Evangeli". Altres estudiosos pensen fins i tot en una data posterior, potser és aplicable fins i tot l'última dècada del primer segle de la nostra era fins al començament del segle segon (és a dir, 90-100).
Avui dia, molts estudiosos de la teologia segueixen acceptant l'autoria tradicional. Colin G. Kruse afirma que, atès el constant esment de Joan Evangelista en els escrits de pares de l'església, "és difícil de passar per alt aquesta conclusió, tot i la reticència generalitzada a acceptar-la per molts, però no tots, els estudiosos moderns."
L'Evangeli de Joan va ser escrit per un autor anònim. Segons Paul N. Anderson, l'evangeli "conté afirmacions més directes a orígens de testimonis oculars que qualsevol de les altres tradicions evangèliques".Frederick Fyvie Bruce argumenta que Joan 19:35 conté una "reclamació formal i explícita a l'autoritat de testimonis". Bart D. Ehrman, però, no pensa que les afirmacions de l'evangeli hagin estat escrites per testimonis directes dels fets esmentats.
No obstant això, en el capítol 21 de l'Evangeli acaba (en el versicle 24) amb una declaració explícita que unifica el testimoni i l'autoria, en la forma d'un recurs literari d'ajornament del descobriment de la identitat del misterios "altre deixeble" i "deixeble que ell estimava", i" aquest home ", els primers dos termes usats diverses vegades en tota l'extensió dels relats de testimonis:
"Aquest és el deixeble que dona testimoni de tot això. Ell ho ha escrit, i sabem que el seu testimoni és digne de crèdit." (Joan 21:24)

## Tradicions extrabíbliques

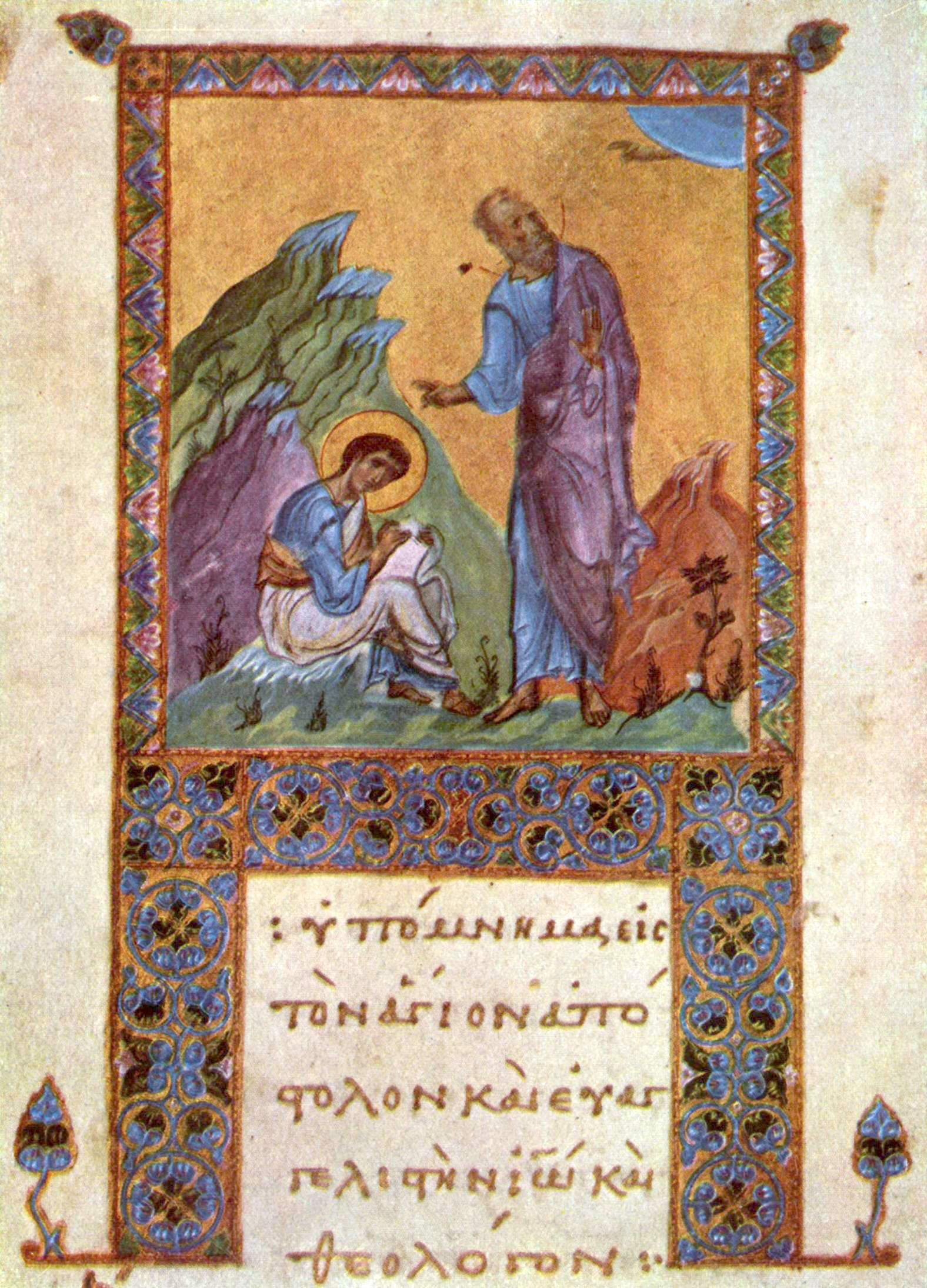
Manuscrit il·luminat romà d'Orient que representa Joan dictant al seu deixeble, Pròcor (c. 1100.)

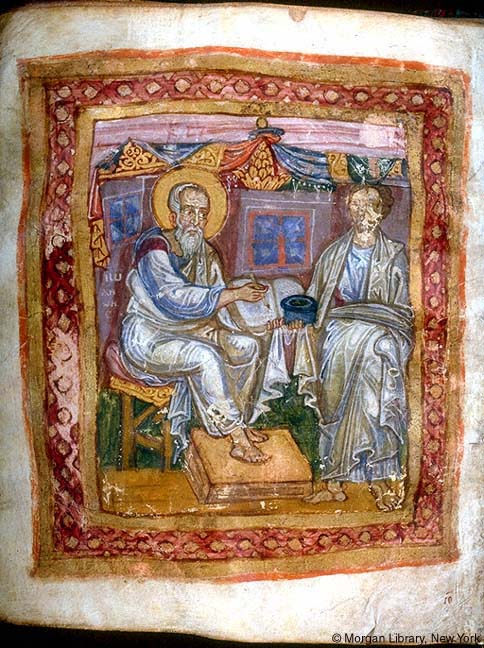
L'Apòstol Joan i Marció, Itàlia.

## Iconografia

Joan l'Apòstol
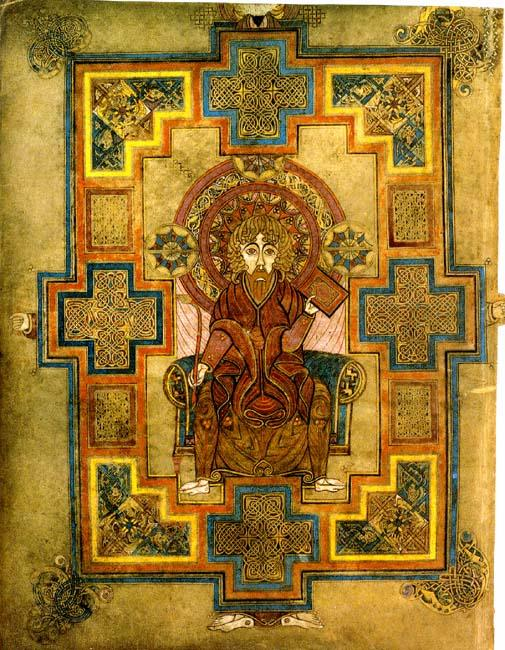
Un retrat de la Llibre de Kells, c. 800
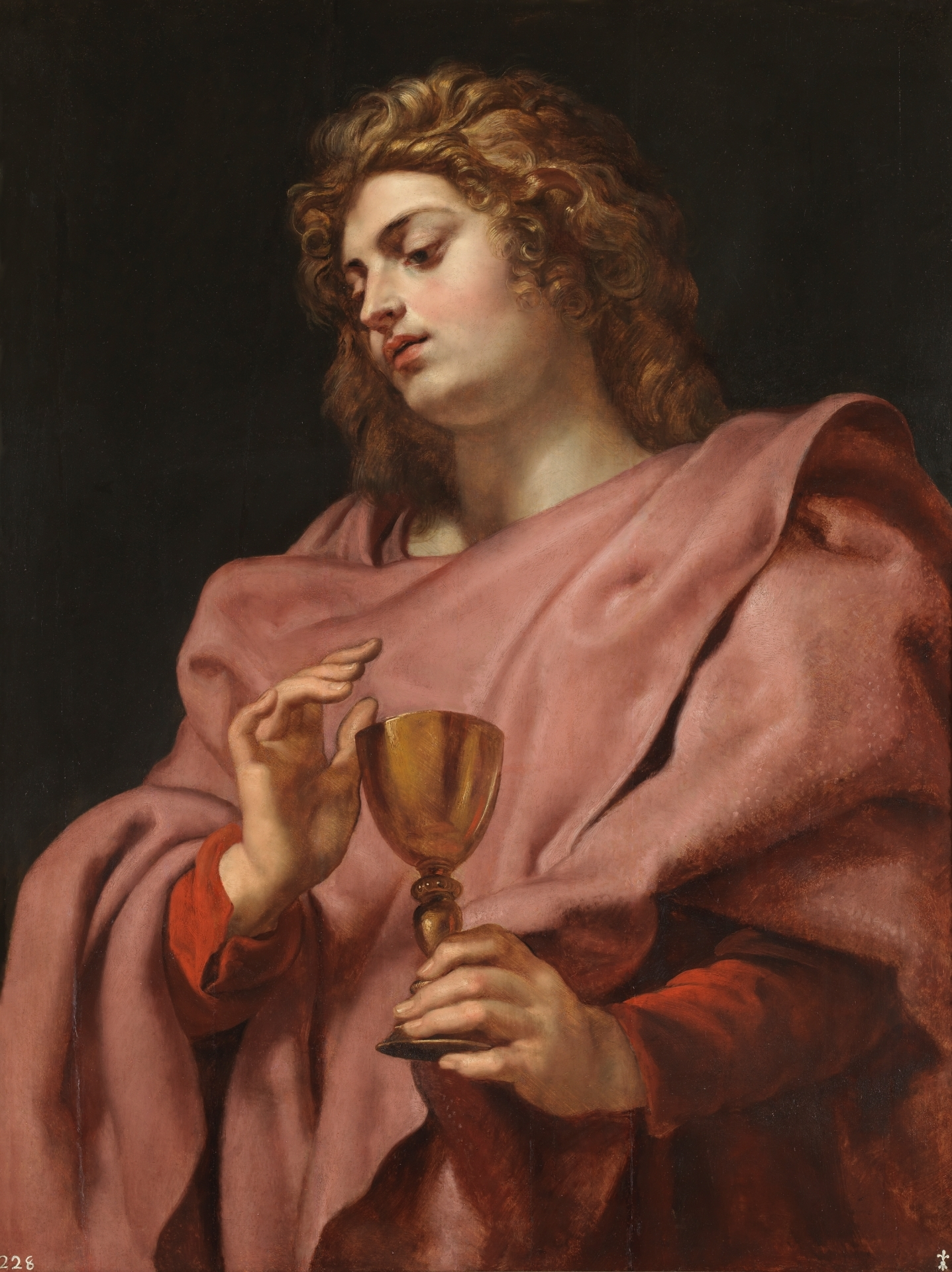
Sant Joan a Patmos per Pieter Paul Rubens
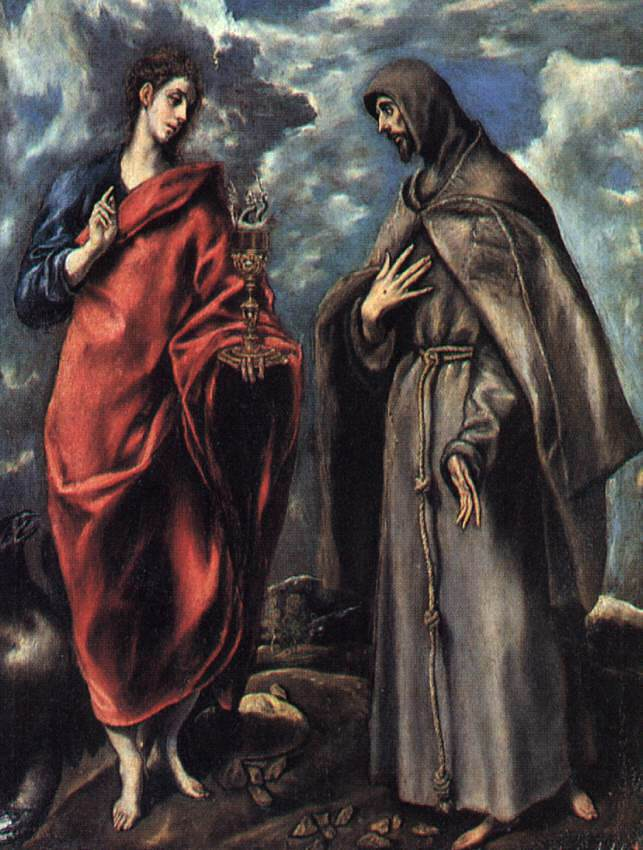
Sant Joan Evangelista i Sant Joan Baptista per El Greco
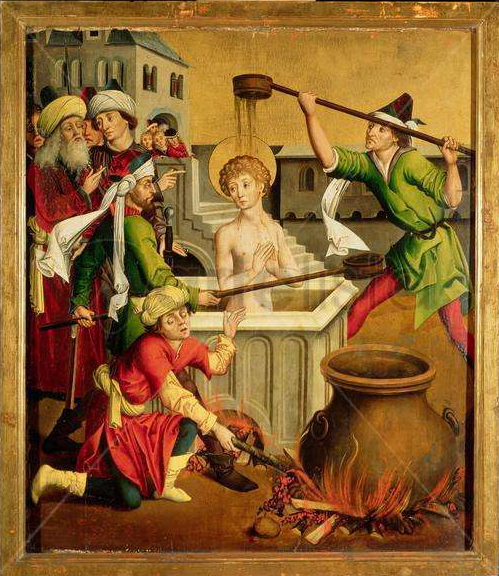
Martiri de Sant Joan Evangelista. Mestre de l'epitafi de Florian Winkler.
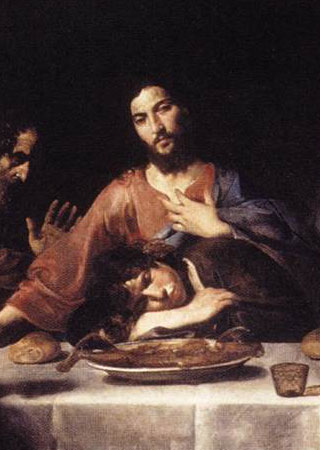
Valentin de Boulogne, Joan i Jesús
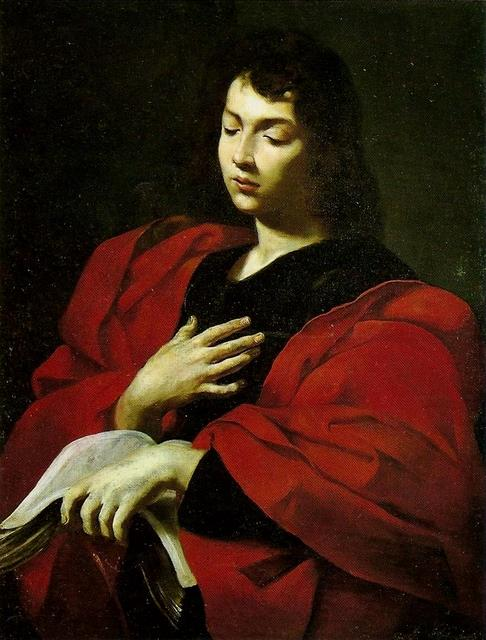
St. Joan Evangelista a la meditació per Simone Cantarini (1612-1648), Bolonya
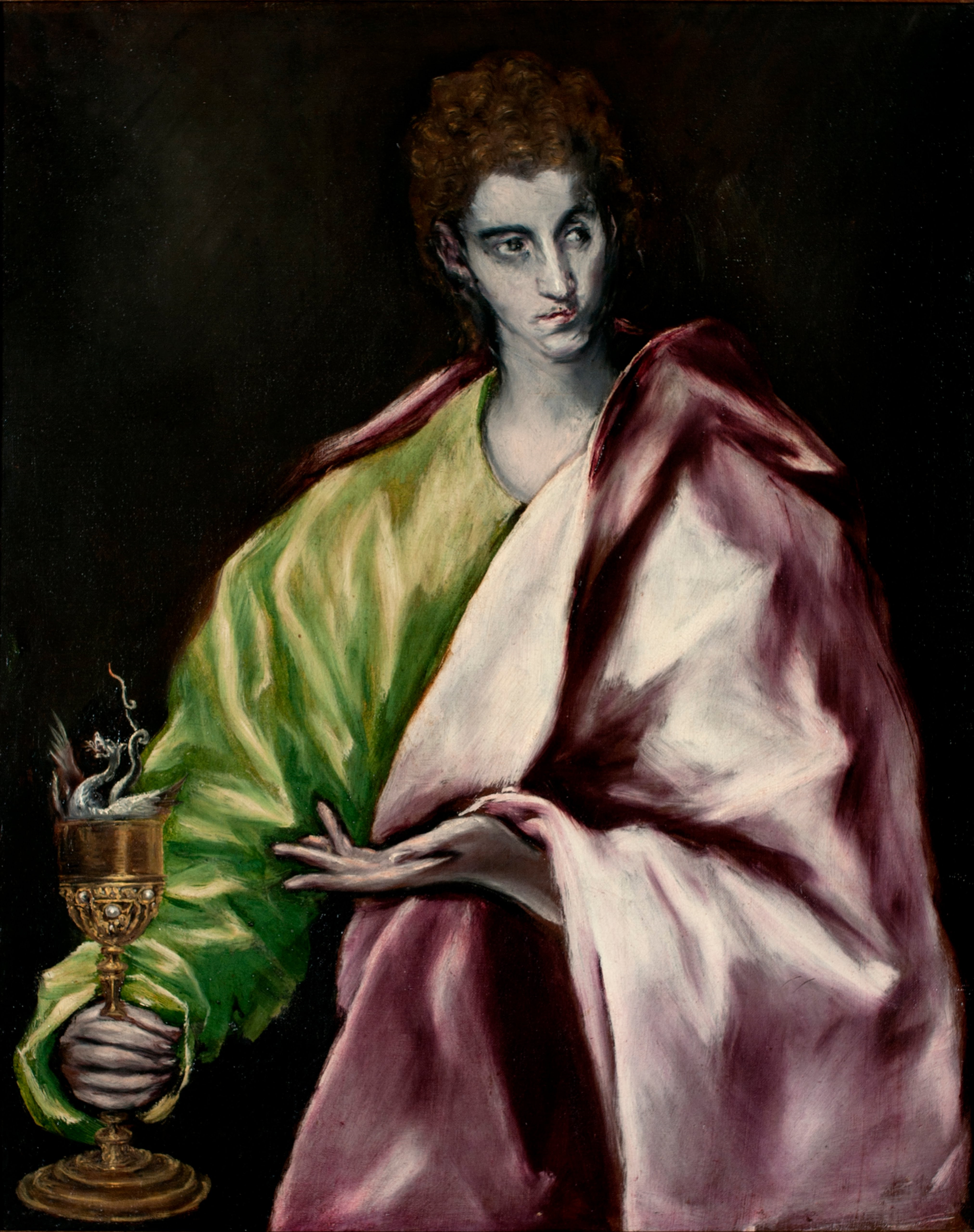
Sant Joan i la copa enverinada d'El Greco
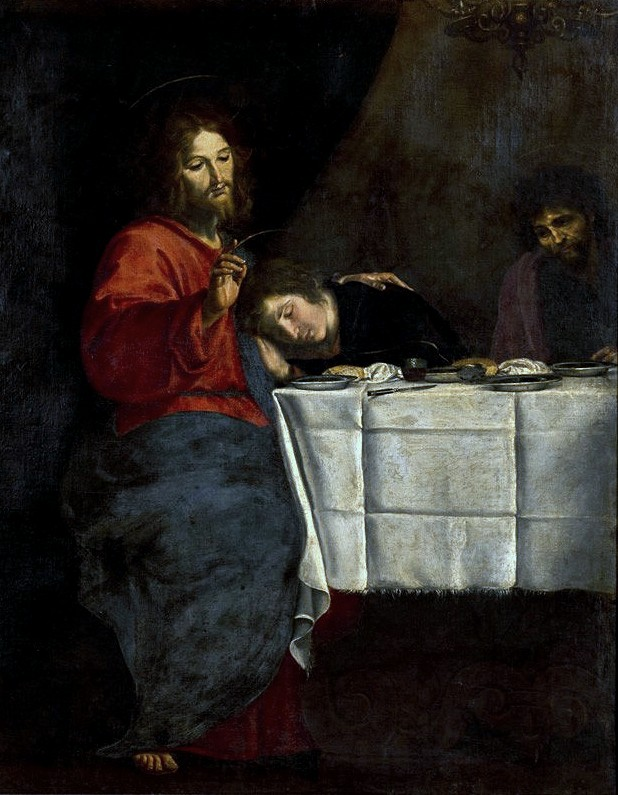
L'últim sopar, pintor anònim

### Apocalipsi
L'autor de l'Apocalipsi s'identifica a si mateix com a "Joan" L'escriptor de principis del segle II Justí Màrtir, va ser el primer a equiparar l'autor de l'Apocalipsi amb Joan l'Apòstol. No obstant això, alguns estudiosos de la Bíblia ara sostenen que es tractava d'individus separats.
Es considera que Joan va estar exiliat a Patmos, durant les persecucions dutes a terme sota el govern de l'emperador Domicià. Apocalipsi 1:9 diu que l'autor va escriure el llibre a Patmos: "Jo, Joan, germà i company vostre en la tribulació,.... em trobava exiliat a l'illa de Patmos per haver anunciat la paraula de Déu i per haver donat testimoni de Jesucrist." Adela Yarbro Collins, una erudita bíblica de la Yale Divinity School, escriu:
... "La tradició primerenca diu que Joan va ser bandejat a Patmos per les autoritats romanes Aquesta tradició és creïble perquè el desterrament era un càstig comú que s'utilitzava durant el període imperial per una sèrie de delictes, entre aquests delictes hi havia les pràctiques de la màgia i l'astrologia. La profecia era vista pels romans com a pertanyent a la mateixa categoria, ja fos pagana, jueva o cristiana. La profecia amb implicacions polítiques, com l'expressada per Joan en el llibre de Apocalipsi, hauria estat percebuda com una amenaça per al poder polític romà i l'ordre. Tres de les illes a l'Espòrades eren els llocs on eren bandejats delinqüents polítics". (Plini Història Natural 4,69-70; Tàcit 4.30 Annals)
Alguns erudits moderns superior crítics han plantejat la possibilitat que Joan l'Apòstol, Joan Evangelista, i Joan de Patmos fossin tres individus separats. Aquests estudiosos afirmen que Joan de Patmos va escriure Apocalipsi però no l'Evangeli de Joan, ni les epístoles de Joan. D'una banda, l'autor de l'Apocalipsi s'identifica a si mateix com a "Joan" diverses vegades, però l'autor de l'Evangeli de Joan mai s'identifica directament. Alguns erudits catòlics afirmen que "el vocabulari, la gramàtica i l'estil fan que sigui dubtós que el llibre pogués haver estat plasmat en la seva forma actual per la mateixa persona (o persones) responsable (s) del quart evangeli".

## Referències a Joan al Nou Testament

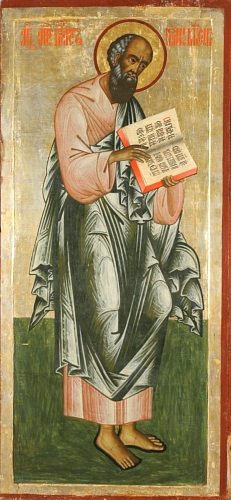
Icona ortodoxa russa l'Apòstol i Evangelista Joan el Teòleg, (iconòstasi de l'Església de la Transfiguració. Monestir de Kiji

### Altres referències a Joan

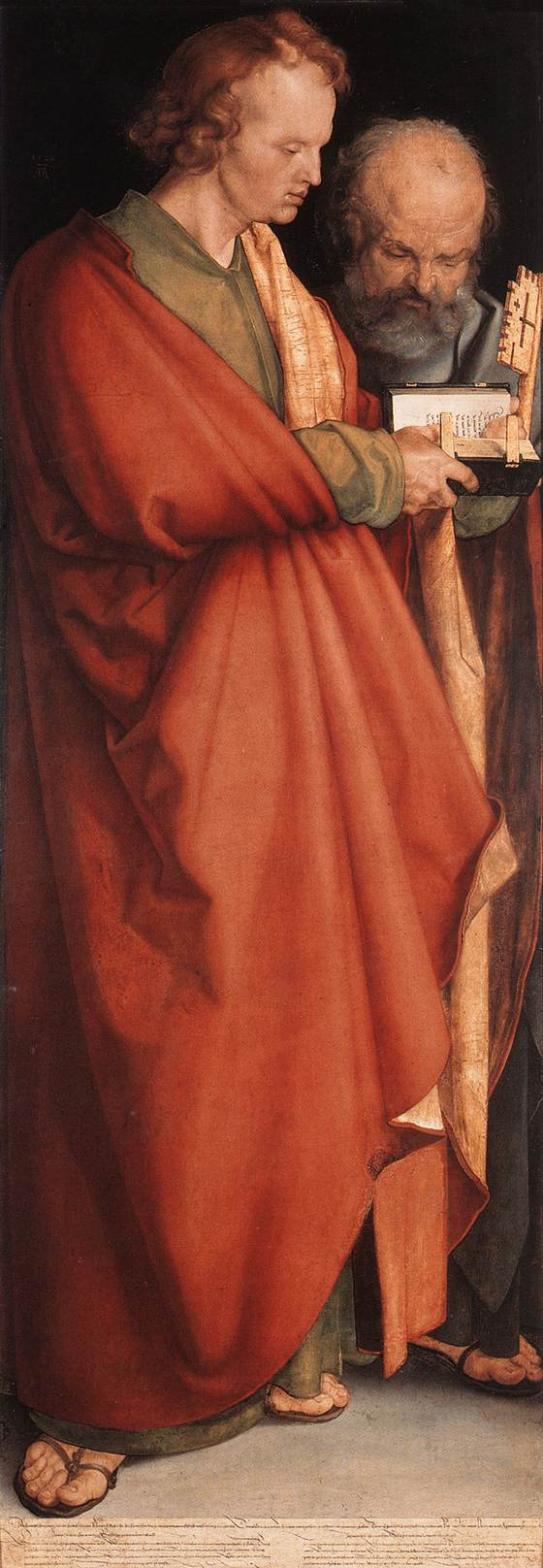
Joan Evangelista i Pere d'Albrecht Dürer

### El Deixeble que Jesús estimava

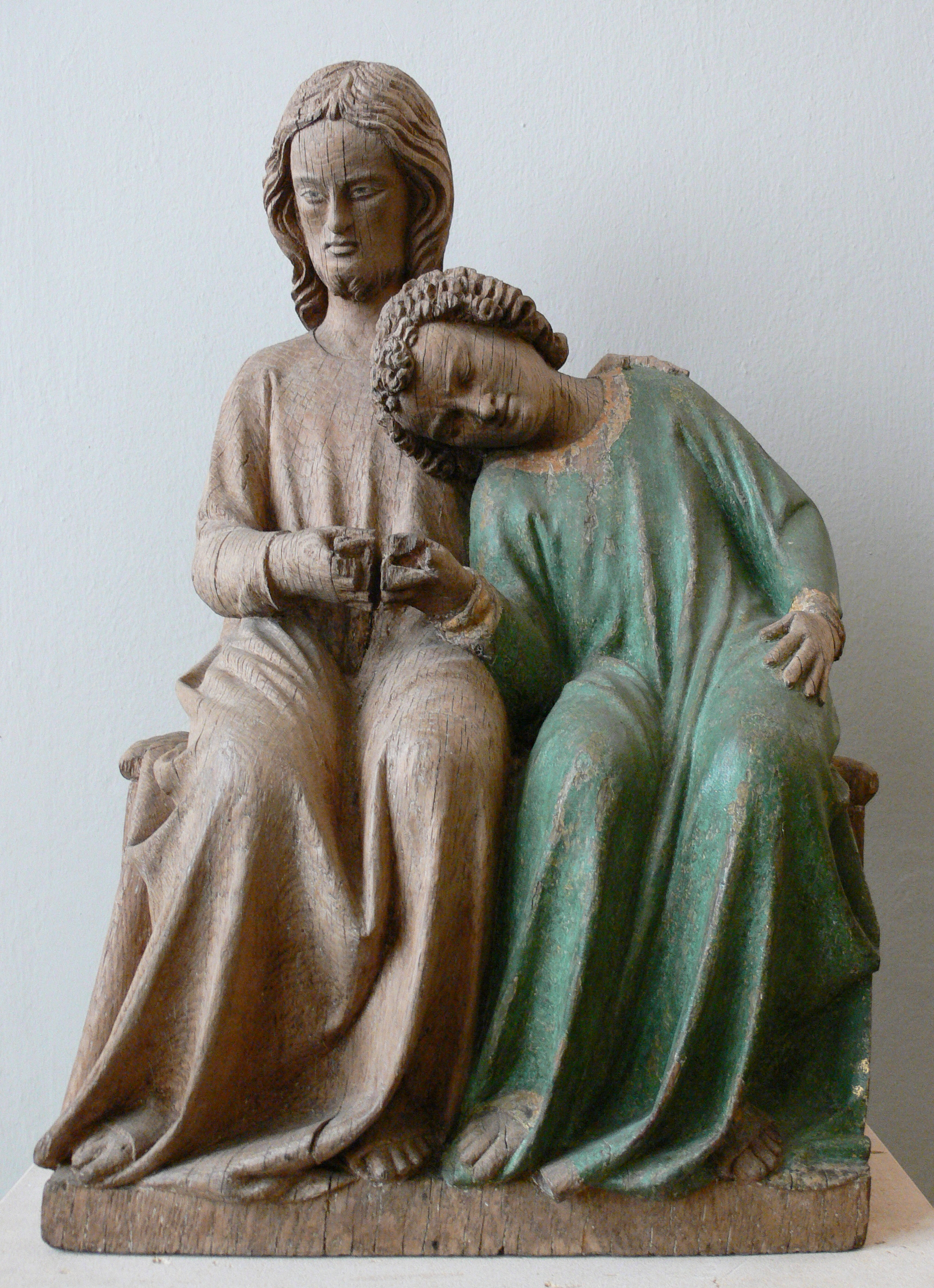
Jesús i el deixeble estimat